# Трудно быть богом (фильм, 2013)
«Тру́дно быть бо́гом» — российский художественный фильм 2013 года по мотивам одноимённой повести братьев Стругацких; последний фильм режиссёра Алексея Германа. Работа над картиной продолжалась около 14 лет и была завершена его сыном после смерти режиссёра, последовавшей 21 февраля 2013 года. Прежде чем получить окончательное заглавие, фильм носил рабочие названия «Что сказал табачник с Табачной улицы» и «История арканарской резни».
Мировая премьера состоялась 13 ноября 2013 года на Римском кинофестивале, посмертно присудившем Герману премию «Золотая Капитолийская волчица» за вклад в киноискусство (премьера фильма прошла вне конкурса). 27 февраля 2014 года картина вышла в российский прокат. В марте 2015 года фильм был удостоен семи премий «Ника».

## Сюжет
Действие картины происходит на другой планете, погружённой в глухое Средневековье, в городе Арканаре, столице Запроливья. История пошла здесь своим путём: Возрождения не было, проблески науки и культуры гибнут под гнётом реакции, повсюду грязь и серость. Когда-то Земля послала сюда три десятка учёных, но повлиять на местную цивилизацию они не могут. Один из землян, Румата Эсторский, уже 20 лет живёт под легендой благородного дона, прослыв среди горожан сыном Бога. Сражаясь на дуэлях, Румата не убивает врагов, а только отрезает им уши, убивать ему запрещено. Он пытается спасти одиночных носителей научной мысли — книгочеев, за которыми всё время охотятся отряды «серых» под руководством дона Рэбы, узурпировавшего власть в стране.
От своих рабов Румата узнаёт о некоем табачнике с Табачной улицы — одном из умников и книгочеев, как считают соседи. На каменистых островках среди болот, окружающих город, Румата прячет тайно вывезенных учёных. Здесь время от времени также собираются и земляне, всё больше погрязшие в пьянстве. Целитель Будах, которого должны были доставить в убежище, пропал вместе с конвоем. Желая выяснить его судьбу, Румата попадает на приём к королю, но терпит неудачу. В городе Румата встречает своего знакомого барона Пампу. После пьяной ночи Румату во дворце задерживают люди дона Рэбы и препровождают на допрос к министру. Рэба сообщает ему, что стал магистром Ордена, и пытается выяснить, кто Румата на самом деле. После их разговора министр оставляет Румату в покое и даёт ему охранную грамоту.
В городе появляются чёрные монахи Ордена, ночью захватившего власть в Арканаре. Семейство короля перебито, начинаются казни придворных. Утром Румата отправляется в казематы Весёлой башни и вызволяет Будаха и оказавшегося здесь же барона Пампу. Пампа, пытаясь скрыться из города, гибнет, а его истыканное стрелами тело выброшено на помойку и обобрано нищими. Тем временем Румата беседует с Будахом, пытаясь понять, что бы учёный посоветовал Богу, как исправить положение дел в мире Арканара. Ответ Будаха не удовлетворяет землянина — слабые заменят сильных, но борьбы за власть это не остановит. Румата с Будахом возвращаются домой. Замок дона ночью пережил нападение, и двое слуг убиты. Здесь Румата встречает Арату Горбатого, который пытается убедить его возглавить восстание рабов, но Румата ему отказывает — пройдёт время и появятся новые рабы, новые виселицы, новые господа и новый Арата. Отдав Арате защитный знак Ордена, Румата велит слугам прогнать его палками. На следующее утро возлюбленная Руматы Ари гибнет от арбалетной стрелы, пущенной в затылок. Чуть позже в дом Руматы в поисках еретиков врываются солдаты Ордена, наведённые «по ошибке» неким искалеченным монахом, в описании которого несложно угадать Арату. Разъярённый убийством Ари, Румата сообщает их предводителю, бывшему студенту Ариме, что убьёт их всех и вскоре воплощает свою угрозу в жизнь. Первым он убивает Ариму. Выпустив ему кишки, дон Румата отправляется в город.
Группа землян пробирается через руины Арканара. Они обнаруживают горы трупов, в том числе — Араты и дона Рэбы. Из разговора землян становится понятно, что Ари погибла от стрелы Араты, желавшего натравить Румату на монахов Ордена. Наконец, земляне обнаруживают самого Румату, одиноко сидящего в луже в одном рубище. Он отказывается возвращаться на Землю. «Бог, он ведь тоже устать может», — говорит он товарищам. Те молча принимают решение Руматы. Напоследок Румата отмечает историческую закономерность: «Там, где торжествуют серые, к власти всегда приходят чёрные!» и советует, что написать в отчёте о его действиях: «Скажи, что богом быть трудно». На этом прочие земляне уходят. Усталый и измученный Румата постепенно погружается в сон.
Зима, двое из скрывавшихся на болотах книгочеев повздорили и убили друг друга, Румата играет на саксофоне, процессия всадников медленно уходит вдаль.

## В ролях
- Леонид Ярмольник — дон Румата
- Александр Чутко — дон Рэба
- Юрий Цурило — барон Пампа
- Евгений Герчаков — Будах
- Валентин Голубенко — Арата
- Леонид Тимцуник — Арима
- Евгений Важенин —  воспитатель принца, дон
- Наталья Мотева — Ари
- Пётр Меркурьев — Гур
- Никита Струков — Кусис
- Константин Быков — монах
- Валерий Величко — дон Кэо
- Валерий Болтышев — дон Рипат
- Михаил Гуро — серый офицер
- Александр Дралюк — монах-писарь
- Юрий Думчев — Роэ Кэу
- Рамис Ибрагимов — Муга
- Юрис Лауциньш — палач
- Витаутас Паукште — Кабани
- Анвар Либабов — раб
- Юрий Нифонтов — дон Тамэо
- Александр Орловский — Пашка
- Владимир Розыграев
- Ступников Сергей — король
- Марина Рокина — любовница короля
- Александр Ронис — факельщик
- Анастасия Каптуренко — девочка в таверне
- Анатолий Шведерский — монах
- Андрей Обарухин — боевой монах
- Павел Романов — лояльный книгочей
- Михаил Теплицкий — серый офицер
- Павел Степанов
- Георгий Пицхелаури
- Василий Домрачев — возничий[7]
- Юрий Ашихмин — раб
- Владимир Юматов — голос от автора

## Предыстория создания

### Первый вариант
Алексей Герман решил снимать «Трудно быть богом» ещё в 1968 году, через четыре года после выхода книги. Это должна была стать его первая «самостоятельная» режиссёрская работа. Вместе с Борисом Стругацким они написали первый вариант сценария. В августе Герман получил разрешение на съёмки. В главной роли режиссёр планировал снимать Владимира Рецептера.
Второй вариант сценария был закончен 20 августа 1968 года. На следующий день советские войска были введены в Чехословакию для подавления Пражской весны. По свидетельству Германа, он позвонил на студию, и ему было сказано: «Алексей, забудьте думать про это кино. Мы вам советуем даже книгу куда-нибудь выкинуть, потому что — вы сами понимаете». По совпадению, в тот же день, 21 августа 1968 года, Алексей Герман познакомился со своей будущей женой Светланой Кармалитой. Вайль отмечает определённый символизм в том, что тридцать два года спустя Герман приедет в Чехию, чтобы здесь снимать «Трудно быть богом» уже по другому сценарию, написанному вместе со Светланой.
На момент написания «Коммента́риев к про́йденному» Борис Стругацкий указывал на то, что текст «очень на <его> взгляд недурного» сценария был утерян. Но впоследствии несколькостраничный фрагмент сценария был опубликован в рамках серии «Неизвестные Стругацкие» в 2005 году. А затем и полный текст с сопроводительной папкой документов был обнаружен в 2020 году в Центральном государственном архиве литературы и искусства Санкт-Петербурга. Также в ходе расследования «Фонтанкой.ру» было обнаружено что сам сценарий был опубликован в Париже отдельной книгой в 2019 году составленной Евгенией Звонкиной.

### Перестройка и фильм 1989 года
Когда в годы перестройки работа над экранизацией повести Стругацких всё же началась, главным требованием самих писателей было, чтобы у фильма был советский режиссёр, желательно — Алексей Герман. Но руководство «Совинфильма» пригласило режиссёра из ФРГ Петера Фляйшмана (который согласился стать также продюсером картины). Из-за его несговорчивости и тяжёлого характера Стругацкие прекратили контролировать процесс съёмок, и вышедший в 1989 году фильм им крайне не понравился.
Узнав о начале съёмок, Герман обратился в Госкино с просьбой о возобновлении своей работы («на том этапе просто потому, что мне запретили, а тому разрешили»). Он также побывал на съёмочной площадке фильма в Киеве, встретился с Фляйшманом, но о сотрудничестве они не договорились из-за отказа немецкого режиссёра вносить изменения в сценарий. Председатель Госкино Александр Камшалов предложил Герману снимать свой фильм одновременно с Фляйшманом. Однако работа над новым сценарием, к которой Герман приступил вместе со Светланой Кармалитой, закончена не была. Алексей Герман объяснил это тем, что в конце 1980-х годов не чувствовалось необходимости в иносказаниях, обо всём можно было говорить прямым текстом: «Мы написали страниц двадцать и бросили, потому что богом быть было не трудно… почему это он Рэба, а не Берия?..».

### Возвращение к работе и новый сценарий
В третий раз Герман вернулся к сюжету «Трудно быть богом» десять лет спустя. Редактор Евгений Прицкер, по просьбе Германа прочитавший сценарий 1968 года, заявил режиссёру, что это «комсомольский опус» и снимать его нельзя, с чем Герман согласился. Новый сценарий был написан им вместе с женой «по мотивам» повести Стругацких. Пётр Вайль, прочитавший сценарий, говорил, что в нём «с целенаправленными усилиями книга Стругацких освобождалась от шестидесятничества». Сын режиссёра, Алексей Герман-младший, в интервью российским СМИ эту точку зрения опроверг, заявив, что Вайль «жил в эпоху, когда шестидесятничество в некоторых своих аспектах отошло на задний план. Но сейчас оно возвращается». Светлана Кармалита же подчёркивала что новый сценарий стал менее "фантастический" нежели вариант который был написан вместе с братьями Стругацкими в конце 1960-х годов.
Фрагмент режиссёрского сценария Германа и Кармалиты был впервые опубликован в 2005 году в номере журнала «Сеанс» 21-22 под одним из рабочих названий картины «Что сказал табачник с Табачной улицы». Полностью же он был опубликован издательством журнала в одноимённом сборнике («„Что сказал табачник с Табачной улицы“ и другие киносценарии») через год, в 2006 году, когда съёмочный период картины ещё продолжался. Борис Стругацкий в мае 2010 года в интервью подчёркивал, что Герман с ним «ни по каким вопросам не советовался», но при этом заявил, что «заранее знает, что фильм получится замечательный и даже эпохальный». Кармалита замечала, что несмотря на то, что Стругацкие были друзьями семьи Германа, некое разночтение с Борисом Стругацким по поводу взглядов на будущую экранизацию появилось после выхода в прокат «Сталкера» Тарковского. По её словам после просмотра Борис Натанович тогда приехал к ним с возмущением, что это не их повесть, а что-то совсем другое и, что «может, нам с братом стоит об этом написать, сказать, что все нарушено? И картину я не понимаю…», на что Герман протестовал ему, что не важно насколько Тарковским был вольно трактован материал оригинальной повести «главное он снял гениальную картину». Соответственно во время производственного периода Борис Стругацкий неоднократно высказывал в интервью позицию, что по поводу экранизации видению Германа он доверяет.

## Съёмки

### Препродакшен
Производство фильма началось в 1999 году. Заглавие литературной основы, книги братьев Стругацких «Трудно быть богом», в самом начале съёмок закрепилось за фильмом, но в один момент для того чтобы фильм не путали с одноимённой экранизацией Петер Фляйшмана, 1989 года, Германом было принято решение переименовать будущий фильм сначала в «Что сказал табачник с табачной улицы», а затем в «Хроника арканарской резни» (другой вариант «История арканарской резни»).
На заглавную роль, дона Руматы, пробовались и рассматривались Константин Хабенский, Антон Адасинский, Андрей Краско, Евгений Фёдоров и Леонид Тимцуник.  В один момент на эту роль был практически утверждён Александр Лыков, с которым были сняты пробы почти всего фильма. По воспоминаниям ассистента режиссёра, Алексея Злобина, актёр в то же время, уже зная о собственном утверждении, подписал контракт на главную роль в сериальном проекте, чего Герман не оценил и пригласил на пробы Ярмольника. По словам Леонида Ярмольника, он попал на пробы довольно случайно, поскольку снимался в фильме Александра Абдулова «Бременские музыканты & Co» по соседству от того павильона, где шли пробы, и часто виделся с Германом в буфете. Редактор Евгений Прицкер рассказывал, что эпизодом, оказавшим решающее влияние на выбор актёра, стал сценарный диалог с Будахом. На слова мудреца «Тогда, господи, сотри нас с лица земли и создай заново более совершенными… или ещё лучше, оставь нас и дай нам идти своей дорогой» Румата отвечает: «Сердце моё полно жалости, я не могу этого сделать». И то, как сыграл эту сцену Ярмольник, и определило решение Германа.
В связи с огромным объёмом работы были приглашены сразу четыре художника-постановщика: Белла Маневич, работавшая, в частности, на таких фильмах, как «Белое солнце пустыни» и «Приключения Шерлока Холмса и доктора Ватсона» (умерла в 2002 году в возрасте 79 лет), Сергей Коковкин, Елена Жукова и Георгий Кропачёв, работавший с Германом над фильмом «Хрусталёв, машину!».
По воспоминаниям Любови Аркус главным источником вдохновения в визуальных решениях мира средневековья стали для Германа два фильма: «Андрей Рублёв» Андрея Тарковского и «Девичий источник» Ингмара Бергмана, которые он с женой неоднократно раз за разом «до бесконечности» пересматривал на её домашнем видеомагнитофоне.

### Съёмки
Натурные съёмки начались в 2000 году в Чехии. В окрестностях замка Точник был построены декорации Арканара. Всего художники «Ленфильма» в той или иной степени обустроили в Чехии пять замков. Павильонные съёмки проходили в Санкт-Петербурге на Ленфильме. Снимали и в Выборге на Лисьей Губе с участием курсантов Военного института внутренних войск в массовке. По воспоминаниям режиссёра Юрия Фетинга, который занимался работой с актёрами, «среди людей, которые снимались, были люди с физическими и психическими отклонениями, которых искали по всему миру, по всем бомжацким, помойкам, паркам, интернатам, но они часто были талантливее, органичнее, чем профессиональные артисты».
По воспоминаниям Ярмольника в 2000-2001 годах многие считали, «что Герман снимает фильм про Путина, и что Путин — прототип Руматы», но в роли исполняемого им Руматы, при требовании Германа играть образ скорее приближённый к Иисусу Христу, сам Ярмольник отталкивался скорее от фигуры и личности самого Алексея Германа. В процессе затянувшихся съёмок между Германом и Ярмольником неоднократно возникали множественные конфликты и прения вплоть до увольнения и самоличного ухода исполнителя главной роли. Герман был очень требователен, требуя зачастую невозможного от съёмочной группы, репетируя одну и ту же сцену неделями. Этому же вторит и оператор Юрий Клименко, отмечая: «Единственным непривычным для меня моментом было то, что я в первый — да и в последний, наверное, — раз работал на картине, где так много репетировали. Мы могли репетировать неделю и снимать один кадр, потом ещё неделю или дней десять репетировать — и опять всё ради одного кадра. Надо отметить, что репетиция у Германа была как съёмка. Каждый раз все были в костюмах, загримированы, если нужен был дождь или пожар, у нас всегда работало четыре пожарные машины, две бригады пиротехников, две бригады спецэффектов».
Ближе к концу съёмочного периода умер после тяжёлой болезни один из операторов картины Владимир Ильин, снимавший большинство павильонных сцен. Юрий Клименко же, заканчивавший с Германом картину, на раннем и поздних этапах производства снимал в основном на натуре. Несмотря на все сложности и перипетии, финансирование на весь производственный период проекта продолжалось (в основном из частных источников), и в августе 2006 года съёмки картины были закончены.

### Период постпродакшена
В 2007 году Леонид Ярмольник сказал: «Сейчас мы заканчиваем озвучивание и, я надеюсь, в 2008 картина выйдет…». К весне 2008 года Алексей Герман завершил монтаж фильма, и в конце февраля состоялся тестовый показ картины с черновым звуком.
В августе 2011 года Герман сообщил, что фильм находится в стадии озвучивания, и прибавил: «Думаю, до конца года картина будет закончена». Тогда же и произошла окончательная смена названия будущей картины с «Хроники Арканарской резни» на «Трудно быть богом». По словам Кармалиты вся группа на протяжении периода съёмок, включая Ярмольника бились за это название и когда фильм был переименован «то у нас со съёмочной группой был просто праздник!». Осенью того же года Герман предполагал, что фильм выйдет в 2012 году и как причины задержки режиссёр назвал свои серьёзные проблемы со здоровьем, из-за которых он не мог работать по 12 часов в день, как раньше, и трудности с озвучиванием:

Если раньше для того, чтобы озвучить сцену из 12 человек, я мог позвать 6 человек, а потом ещё 6 человек, и на двух кольцах всё это записать, то сейчас, в связи с появлением новой замечательной голливудской техники, мы должны записать 12 колец, то есть из 12 человек каждый, даже если он просто говорит слово «му», должен сказать своё «му» отдельно. Это несложно, когда один гангстер рубит другому пальцы, а третий насмехается, но если у меня в кадре редко когда меньше 18 человек бывает, это довольно сложно. Это 18 отдельных записей, которые нужно соединить в одну. И поэтому я сижу, сижу, сижу с озвучиванием, вылизываю всё.

В июле 2012 года в конкурсной программе 47-го международного кинофестиваля в Карловых Варах был представлен 67-минутный российско-швейцарский документальный фильм «Трудно быть богом» режиссёров Павла Костомарова и Антуана Каттена о съёмках фильма Германа. Впоследствии фильм получил название «Плэйбэк».
В сентябре 2012 года Герман, заметив в интервью, что «сам обещал закончить уже в этом году», не смог назвать сроки завершения работы над фильмом, ссылаясь на проблемы со здоровьем и трудности с озвучиванием.

### Смерть Алексея Германа и «доделки»
21 февраля 2013 года Алексей Герман скончался. По словам сына режиссёра, Алексея Германа-мл., картина «фактически завершена. Осталась только перезапись звука. <…> Она будет закончена в обозримое время». Тогда же и было подтверждено, что название картины будет одноимённо повести Стругацких. Как впоследствии уточняла Кармалита, Герман до своей смерти успел закончить весь монтажно-тонировочный период, включая весь монтаж, озвучивание, работу с титрами, а также подбор музыки.
В интервью «КиноПоиску», опубликованном 19 марта 2013 года, Алексей Герман-мл. сообщил, что для завершения картины остались лишь «технические доделки». По поводу сроков он сказал: «В течение трёх месяцев технические работы, я надеюсь, будут закончены… Мировая премьера картины, думаю, будет осенью». Тот же трёхмесячный срок завершения работы над фильмом называла и вдова режиссёра Светлана Кармалита. Закрытый показ картины с незаконченным озвучиванием состоялся 1 апреля 2013 года. Часть текста читала с листа Светлана Кармалита.
12 августа 2013 года было объявлено, что первый публичный показ завершённой картины пройдёт в ноябре 2013 года на Римском кинофестивале, который любил Алексей Герман. Премьера «Трудно быть богом» состоялась в Риме 13 ноября. Российский прокат фильма начался 27 февраля 2014 года.

## Визуальный стиль
Продолжая заданный ещё в «Хрусталёв, машину!» визуальный стиль и наполнение кадра обилием людей в «Трудно быть богом» получило логическое развитие, из-за чего по авторскому решению режиссёра «затаптывался основной сюжет» картины, усложняя доступ зрителя к повествованию, но при этом давая ему определённую свободу интерпретации. Фильм, как и остальные работы режиссёра, снят в чёрно-белом цветовом решении, но при этом выстроен из очень длинных крупных планов с привлечением множества массовки в кадре, живущей своей жизнью. Вся динамика выстраивается в основном с помощью внутрикадрового монтажа и сложного мизансценирования сцен. Так, упомянутая в повести скрытая камера-украшение на лбу Руматы на ранних этапах рассматривалась как приём, но впоследствии кадры где используется её перспектива вошли лишь в несколько сцен: «чем дальше шли съёмки, тем понятнее становилось, что не Румата погружает нас в этот мир, а мы сами в него погружаемся». И в этой всей полифонии людей в кадре субъективная точка «из глаз» Руматы порождала беглость, фрагментарность, избирательность демонстрируемого на экране мира, а также монтажную «обратную точку», от которой Герман в своём киноязыке давно отказался.

## Музыка
Музыку к фильму написал петербургский композитор Виктор Лебедев. По его словам долгий поиск музыкальной идентичности фильма у Германа с его женой Кармалитой не увенчивались успехом. По словам Светланы Кармалиты музыку они искали скорее бытовую, которая не окрашивала сцену и «не подсказывала» как относиться к той или иной сцене. После долгих поисков Лебедев в последние полтора года работы над картиной всё чаще склонялся к мысли, что по его словам: «музыка в том понимании, в котором мы привыкли, здесь не нужна». Основные мелодии земных мотвивов, по его словам, должны были быть обусловлеными напоминанием землянам о земле. Так, основная саксофонная увертюра которую время от времени исполняет дон Румата, по его словам, была написанна с расчётом, что это что-то выученное им, Антоном, в его земной жизни, «что-то в духе Дюка Эллингтона». Свою написанную мелодию этой увертюры Виктор Лебедев представил на юбилейном концерте в БКЗ «Октябрьский», где и пришёл к мысли, что более пышное оркестровое звучание, и дальнейшее усложнение гармоники может и не понадобиться, в связи с общим музыкальным решением фильмов Германа.
Кармалита также отмечала что эта «земная» мелодия чужда жителям Арканара, и в сцене когда Румата играет её на своём «саксофоне» или пытается разучить с рабами встречает сопротивление в виде закрытых ушей или неодобрительных возгласов. Также показательна и финальная сцена фильма когда девочка, услышав музыку исполняемую Руматой, спрашивает у своего спутника: «Тебе нравится эта музыка?», и получив от него неоднозначный ответ комментирует по поводу неё: «А у меня от неё живот болит».

## Отзывы
Впервые черновая версия была показана в конце февраля 2008 года. 1 апреля 2013 года состоялся пресс-показ почти готовой версии, в которой ещё не было музыки и окончательного озвучивания.
Первые отзывы посмотревших, в основном коллег Германа по кинематографическому цеху, были положительными. Отмечали масштаб работы, внимание к деталям, глубокий идейно-философский подтекст картины.

Этот opus magnum Алексея Германа есть не что иное, как визионерский шедевр. Невероятнейший фильм-монстр. У меня такое чувство, что фактическое его влияние на историю кинематографа мы сможем по-настоящему оценить лишь спустя лет двадцать-тридцать. Могущественнейшее наследие, опустошающее, тёмное, загадочное.
— KINO-ZEIT.DE

И всё же вся каннская подборка целиком оказалась в тени одного единственного фильма, завещания ушедшего в 2013 году советского Алексея Германа, сделавшего из знаменитого романа братьев Стругацких «Трудно быть богом» трехчасовой делирий. Почти невыносимая плотность многослойной хореографии композиций кадра и звука Германа заставила выглядеть все остальные фильмы буквально карликовыми. Его предыдущий фильм успел побывать в Каннах в 1997 году, однако в течение уже долгого времени крупные фестивали не осмеливались как-либо представлять по-настоящему радикальное искусство, не считая таких всемирно известных имён, как Годар.
Оригинальный текст (нем.)Und doch wurde die gesamte Cannes-Selektion von einem Film in den Schatten gestellt, der nur auf dem Markt zu sehen war: Es ist schwer, ein Gott zu sein, das Vermächtnis des 2013 verstorbenen Sowjetrussen Aleksej German, macht aus dem berühmten Roman „Es ist nicht leicht, ein Gott zu sein“ von den Strugazki-Brüdern ein dreistündiges Delirium. Die fast unerträgliche Dichte von Germans einzigartig vielschichtig choreografierten Bild- und Tonkompositionen ließ alles andere buchstäblich zwergenhaft aussehen – sein voriger Film war 1997 noch im Cannes-Wettbewerb, aber schon länger trauen sich die Großfestivals jenseits weltberühmter Namen wie Godard keine tatsächlich radikale Kunst zu präsentieren.
— CHRISTOPH HUBER, DIE PRESSE 
Фильм более всего сравнивали с предыдущей картиной Германа «Хрусталёв, машину!», а также с фильмом «Андрей Рублёв» Андрея Тарковского. Вместе с тем обозреватели отмечали, что режиссёр сильно отходит от книжного первоисточника, причём не только от его сюжета, но и от его гуманистической философии. По мнению многих критиков, центральная мысль фильма — низменность и скотство человеческой природы. Андрей Плахов после премьеры в Риме писал о том, что «сильнее всего воздействует на подсознание драматургическая композиция картины, имеющая больше общего именно с картиной, живописным полотном, чем с экранизацией романа или пьесы. Невероятная плотность кадра побуждает вгрызаться в материю экрана и рассматривать её по кусочкам, по фрагментам, по деталям, пытаясь выстроить в своей голове целое».
После демонстрации картины на фестивалях и массовых пресс-показах появились и негативные отзывы, отмечавшие эпатажность картины, избыток грязи "чернухи и жестокости, отсутствие стройного сюжета и развития действия, непригодность картины для широкого зрителя. Отрицательные рецензии опубликовали издания «Труд», «Эксперт», «Известия». Журнал «Мир фантастики» особо раскритиковал фильм за неуважительное обращение с первоисточником Стругацких. По состоянию на 2020 год у фильма «Трудно быть богом» самый низкий рейтинг на портале «КиноПоиск» среди тех, которые были удостоены премии «Ника» за лучший фильм.
Все критики и в положительных, и в отрицательных отзывах подчёркивали жестокость и натуралистичность картины, обилие грязи и насилия. По замечанию Константина Фрумкина: "…"грязь" этого фильма оправдана прежде всего как описание страхов и «подсознания» рационализирующего, утопически ориентированного разума".
Итальянский писатель Умберто Эко, посмотрев фильм, отметил, что «после Германа фильмы Тарантино кажутся диснеевскими мультиками».

Нам дарят мир по колено в навозе: смачный, воняющий, булькающий. Мир, не понимающий своей грязи и упивающийся ею. Здесь то и дело принюхиваются, отплевываются, страдают от вшей и клопов. Здесь топят в нужниках. И обязательно головой вниз. Если вешают, то так, чтобы налетевшие с моря чайки выклёвывали глаза.
— критик Василий Степанов
По мнению главного редактора сайта Мир Фантастики, Александра Гагинского - «История арканарской резни» (язык не повернётся называть её «Трудно быть богом») — это наглядное пособие, как убивать хорошую историю — методично, по-мясницки. Выматывающей монотонностью действия убили сопереживание героям. Бессвязностью и хаотичностью сцен прикончили внятный сюжет. Мутная чёрно-белая картинка и мечущаяся камера мешают следить за и без того непонятными действиями персонажей. Отвратительным звуком, в котором невозможно разобрать реплики, добили остатки сюжетной информации. Чеканные диалоги Стругацких, породившие столько крылатых фраз, утонули в бредовой отсебятине, бормотании и воплях.
При этом, по мнению Павла Гремлёва, фильм формирует непротиворечивую реальность, которая, по контрасту, может заставить позитивно взглянуть на наш собственный мир.
Другие критики отмечают, что земляне в фильме — клоуны и болтуны, которые кривляются и паясничают, напиваются и пляшут. Это полностью деградировавшие люди, типичные тусовщики, но никак не те, кто намерен спасать человечество. Финальный бой Германа-Руматы — типичный анархический бунт взбесившегося буржуа (хоть и в средневековых декорациях). Существующий мир ему не нравится, а другого он себе вообразить не может, вот ему и хочется уничтожить всех и вся, да и себя в придачу. Это месть за свою несостоявшуюся личную жизнь, а не попытка помочь людям.
Отмечались многочисленные параллели стилистики и манеры работы Германа с фильмом 1987 года польского режиссёра Анджея Жулавского «На серебряной планете».

### Зарубежная пресса о фильме
После премьеры на Роттердамском фестивале зарубежные критики отмечали, что в фильме Германа рисуется мир близкий к полотнам картин северных художников, в частности Иеронима Босха и Брейгелей, изображавших падение и нищету средневекового общества. И при этом также отмечали общую невнятность сюжетного повествования, и отсутствие драматургического сюжетного развития в кадре. Так Джей Вайссберг из Variety, отметив профессионализм мизансценирования, операторской работы и воссозданного в фильме мира, назвал его «историческим артефактом, заключённым во временную капсулу», заключив, что на момент премьеры фильм сильно растерял в своей актуальности и смотрится как анахронизм. Фильм по его мнению смотрится как «длинная — слишком длинная — вереница мужчин, которые дерутся, пукают, пьют и кричат». Дебора Янг из The Hollywood Reporter наоборот подчеркнула создаваемую атмосферу средневековья как достоинство, которая в фильме и без цельности сюжета доносит авторский комментарий о «невозможность создания цивилизации». Также Нил Янг в своей рецензии на фильм в Indiewire подчеркнул бескомпромиссность и амбициозность режиссёрского решения в погружении зрителя в мир средневековья, после которого остальные фильмы Роттердамской программы кажутся ему неубедительными. При этом в своей рецензии он даёт краткое описание происходящего на экране сюжета, отмечая «медведеподобность» образа Ярмольника в роли дона Руматы и называя его Тосиро Мифунэ с лицом Петера Стормаре, и для дальнейшей расшифровки сюжетных перипетий фильма советует зрителю ознакомиться с оригинальной повестью Стругацких. Даниил Кассман из Mubi Notebook назвал фильм — «чудом (мастерства) воплощённого варварства», отметив нарочитость усложнённого киноязыка и приёмов поздних фильмов Алексея Германа, «которые закапывают развитие сюжета глубоко в исторический, культурный и социальный контекст». Но при этом допустил что именно «Трудно быть богом», в отличие от предыдущих работ режиссёра, станет более доступен для понимания западному зрителю, также проводя параллели с «На серебряной планете» Анджея Жулавского. Ард Виджин с портала Twitch Film (позже ставший Screen Anarchy) вторит коллегам по поводу воспроизводимой в фильме атмосферы и мира Арканара. Также отмечая стилистически выбранные режиссёрские решения фильма, сравнивая общий эффект с эстетикой found-footage.
Питер Брэдшоу в газете The Guardian дал фильму пять из пяти, назвав его: «внушающим благоговение в своей монументально безумной манере», а также «прекрасным, блестящим и странным». Игнатий Вишневецкий из The AV Club сравнил фильм с «Фальстафом» Орсона Уэллса, назвав Германа «вероятно, самым важным российским режиссёром, который до сих пор неизвестен или малоизвестен в Соединённых Штатах». Он отметил его «гротескный и безумный» средневековый научно-фантастический фильм как «первозданный образ человеческого страдания, жестокости и невежества».
Итальянская пресса в своих рецензиях как положительных так и отрицательных отмечают уникальную густоту атмосферы воссозданного в фильме мира Арканара, а также погружение в него, за счёт сюрреализма происходящего и общего полифонического хаоса композиции в кадре, сравнивая при этом его с вышедшем несколько лет назад «Фаустом» Сокурова.
«Трудно быть богом» получил признание англоязычных критиков. На сайте-агрегаторе рецензий Rotten Tomatoes рейтинг свежести фильма составляет 93%, на основе 44 рецензий средняя оценка которых составляет 9 из 10. На Metacritic фильм также фильм имеет оценку 93% на основе 13 рецензий
Менеджер по локациям и киноблогер Шейн Скотт-Трэвис включил фильм в свой список «25 самых красивых фильмов XXI века» (поставив его на 17-е место) на сайте Taste of Cinema.
«Трудно быть богом» также вошёл во множества зарубежных рейтингов и списков лучших фильмов 2015 года:
- 1 место – Гленн Келли, Some Came Running
- 3 место – Игнатий Вишневецкий, The A.V. Club
- 3 место – Кевин Б. Ли, Fandor
- 4 место – Джим Хоберман, Artforum
- 4 место – М. Лири
- 6 место – Ник Шагер, The A.V. Club
- 6 место – Reverse Shot
- 6 место – Slant
- 6 место – Бен Сачс, The Chicago Reader
- 10 место – Fandor
- 11 место - Film Comment
- Топ 12 (без рейтинга)- Денис Купер
- 13 место - Адам Нейман, The A.V. Club
- 25 место - Paste
- Топ 66 (без рейтинга)- IndieWire

Фильм также вошёл в ряд списков лучших фильмов 2010х годов:
- Топ 15 (без рейтинга) - Глен Келли, Some Came Running
- 20 место - Бен Сачс, The Chicago Reader
- 23 место - Джордан Крок

«They Shoot Pictures, Don't They?» поставило фильм на 160 место в списке самых рейтинговых фильмов 21-го века и 1120 место в списке 2500 величайших фильмов.

## Награды
- В феврале 2014 года Гильдия киноведов и кинокритиков России на ежегодном вручении премии «Белый слон» наградила фильм премией «Событие года» и призом имени Мирона Черненко[76].
- В феврале 2015 года Гильдия киноведов и кинокритиков России наградила премией «Белый слон» Владимира Ильина и Юрия Клименко в номинации Лучший оператор, а также Сергея Коковкина, Георгия Кропачёва и Елену Жукову — в номинации Лучшая работа художника[77].
- В марте 2015 на церемонии награждения кинопремией «Ника» картина была удостоена семи наград:
  - премия за лучший игровой фильм года
  - премия за лучшую режиссуру (Алексей Герман)
  - премия за лучшую мужскую роль (Леонид Ярмольник)
  - премия за лучшую операторскую работу (Владимир Ильин и Юрий Клименко)
  - премия за лучшую работу звукорежиссёра (Николай Астахов)
  - премия за лучшую работу художника (Сергей Коковкин, Григорий Кропачев и Елена Жукова)
  - премия за лучшую работу художника по костюмам (Екатерина Шапкайц).

Кроме этого, на премию «Ника» были номинированы Юрий Цурило (за лучшую мужскую роль второго плана), Виктор Лебедев (за лучшую музыку к фильму), Светлана Кармалита и Алексей Герман (за лучший сценарий).

## Прокат
Фильм собрал в прокате 47,8 млн рублей, или 1 282 065 долларов США по тогдашнему курсу. Это существенно меньше производственного бюджета, который оценивают в 300 млн рублей, или в 10 млн долларов. Однако прокатчики оценивают эти результаты как достойные по меркам артхаусного кино.
Телевизионная премьера состоялась 1 октября 2016 года на телеканале «Культура».